# Karim Belkhadra

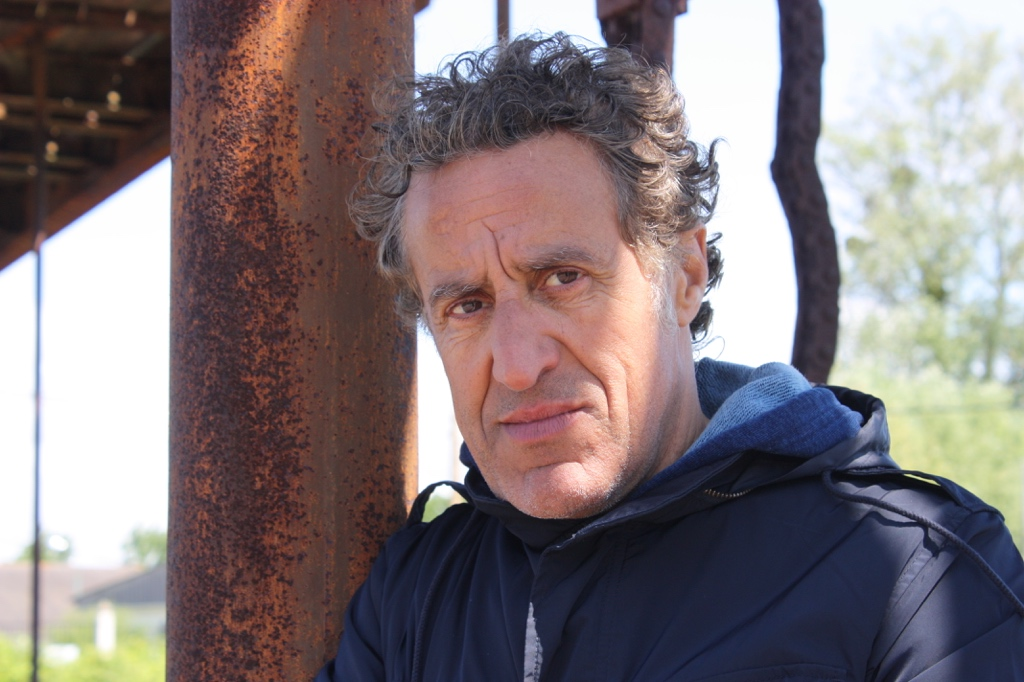
Karim Belkhadra (2015)

Karim Belkhadra (* 4. Dezember 1963 in Aubervilliers) ist ein französischer Schauspieler.

## Leben
Belkhadra machte seine ersten Bühnenerfahrungen als Mitglied der Truppe um Catherine Boskowitz; daneben war an Theatersportveranstaltungen zwischen Frankreich und Kanada beteiligt. Er studierte Schauspiel bei Tsilla Chelton.
Das Kinodebüt gab er mit Hass; auch in den später entstandenen Werken des Regisseurs Mathieu Kassovitz spielte er Rollen. Oft war er in Rollen als vom Leben Gezeichneter und die seinen eigenen Migrationshintergrund thematisierenden Filmen zu sehen. Immer wieder übernahm er Gastrollen in Fernsehserien.

## Filmografie (Auswahl)
- 1995: Hass (La haine)
- 1996: Mörder (Assassin(s))
- 1997: L’annonce faite à Marius
- 1998: Offene Herzen (Les corps ouverts)
- 2000: Die purpurnen Flüsse (Les rivières pourpres)
- 2001: Kommissar Moulin (Commissaire Moulin, Fernsehserie, 1 Folge)
- 2007: Ali Baba und die 40 Räuber (Ali Baba et les 40 voleurs, Fernsehzweiteiler)
- 2008: JCVD
- 2010: Fasten auf Italienisch (L’Italien)
- 2010: Julie Lescaut (Fernsehserie, 1 Folge)
- 2017: Voll verschleiert (Cherchez la femme)
- 2018: Neuilly sa mère, sa mère!
- 2018: Tom Clancy’s Jack Ryan (Fernsehserie, 1 Folge)
- 2019: Willkommen in der Nachbarschaft (Jusqu'ici tout va bien)[2] – Regie: Mohamed Hamidi
- 2020: Engrenages (Fernsehserie, 6 Folgen)